# اس‌اس وزر (۱۸۶۷)
اس‌اس وزر (۱۸۶۷) (به انگلیسی: SS Weser (1867)) یک کشتی است. این کشتی در سال ۱۸۶۷ ساخته شد.